# Sahra Mohamed Ali Samatar
Sahra Mohamed Ali Samatar, còn được gọi là Sahra Ali Samatar  là một chính trị gia Somalia. Bà là cựu Bộ trưởng Phụ nữ và Nhân quyền của Somalia, đã được cựu Thủ tướng Omar Abdirashid Ali Sharmarke bổ nhiệm vào vị trí này vào ngày 27 tháng 1 năm 2015. Trong nhiệm kỳ của mình, bà đã đưa ra lệnh cấm cắt xén bộ phận sinh dục nữ trên toàn quốc và làm việc về quyền bình đẳng cho nam giới và phụ nữ ở Somalia. Là con gái của Mohammad Ali Samatar, bà thuộc tộc Tumal.

## Sự nghiệp chính trị
Sahra Mohamed Ali Samatar được bổ nhiệm vào nội các của Thủ tướng Omar Abdirashid Ali Sharmarke với tư cách là Bộ trưởng Phụ nữ và Nhân quyền vào ngày 27 tháng 1 năm 2015. Bà là một trong số 20 thay đổi được thực hiện bởi nội các của Sharmarke, bao gồm một số bộ trưởng ra mắt ngoài Samatar.
Samatar tuyên bố ý định của chính phủ cấm cắt âm vật trên toàn quốc vào tháng 8/2015. Bà nói: "Đã đến lúc chúng ta xóa bỏ tập tục xấu này và bảo vệ quyền của trẻ em gái và phụ nữ ở đất nước chúng ta, mọi người đều có quyền toàn vẹn về thể xác và không thể bị xâm phạm. Cắt bao quy đầu nữ là một tập tục tàn nhẫn và xuống cấp và tương đương với tra tấn. Cắt bao quy đầu của các bà gái bị cấm. " Thay đổi này tuân theo lệnh cấm địa phương ở khu vực Putland năm 2014.
bà đã tham dự một sự kiện để kỷ niệm Ngày Phụ nữ tại Mogadishu vào tháng 3 năm 2015. Vào tháng 7, Samatar đã lên án những tin đồn xung quanh luật giới tính mới nhằm trao quyền bình đẳng nam nữ, sau khi có tin đồn rằng họ hợp pháp hóa hôn nhân đồng giới trái với luật Hồi giáo, gọi tuyên bố này là "tuyên truyền và báo cáo vô căn cứ".

## Cuộc sống cá nhân
Samatar là một thành viên của tộc Tumal. bà là con gái của Mohammad Ali Samatar, cựu Thủ tướng và Phó Tổng thống Somalia, người từng tham gia vào cuộc đảo chính quân sự của Siad Barre năm 1969.